# Польна (Малопольське воєводство)
Польна (пол. Polna) — село в Польщі, у гміні Грибів Новосондецького повіту Малопольського воєводства.
Населення — 1051 особа (2011).
У 1975—1998 роках село належало до Новосондецького воєводства.

## Географія
Селом протікає річка Польнянка.

## Демографія
Демографічна структура станом на 31 березня 2011 року:
|          | Загалом | Допрацездатний вік | Працездатний вік | Постпрацездатний вік |
| -------- | ------- | ------------------ | ---------------- | -------------------- |
| Чоловіки | 524     | 133                | 334              | 57                   |
| Жінки    | 527     | 131                | 275              | 121                  |
| Разом    | 1051    | 264                | 609              | 178                  |